# Кноррингия
Кнорри́нгия (лат. Knorringia) — род двудольных цветковых растений, входящий в семейство Гречишные (Polygonaceae). Содержит 1 вид, нередко включаемый в состав рода Горец (Polygonum), или же иногда разделяемый на 2 вида.

## Ботаническое описание
Многолетнее длиннокорневищное травянистое растение. Стебель прямостоячий, обычно разветвлённый у основания, голый, 10—40 см высотой. Нижние ветви длинные, распростёртые или приподнимающиеся, реже короткие или вовсе стебель простой.
Листья ланцетные или линейно-ланцетные, 2—11×0,1—1,5 см, на конце заострённые, в основании копьевидные или клиновидно суженные, голые, толстоватые, на коротких черешках до 1,5 см длиной. Раструбы серебристо-коричневого цвета, плёнчатые, разрывающиеся, по краю не реснитчатые.
Цветки собраны по 4—6 в довольно густые верхушечные и пазушные кистевидные метёлки. Околоцветник пятичленный, жёлто-зелёный, листочки его продолговатые, до 3 мм длиной при плодоношении. Тычинки в количестве 7—8. Пестик с тремя столбиками, с головчатыми рыльцами.
Орешек 2—3 мм длиной, яйцевидный, трёхгранный, чёрный, блестящий, примерно равен ему по длине.

## Ареал и экологические характеристики
Кноррингия распространена от Западной Сибири до Восточной Сибири, вне России — в Китае, Афганистане, Монголии, Таджикистане, Непале, Пакистане, Казахстане, Киргизии, на севере Индии.
Встречается на солонцах и по берегам водоёмов.

## Таксономия
Род назван в честь Ольги Эвертовны Кнорринг (1887—1978), специалиста по систематике семейства Губоцветные.

### Синонимы
- Polygonum sect. Knorringia Czukav., 1966basionym

### Подвиды
Knorringia sibirica (Laxm.) Tzvelev subsp. sibirica
- Aconogonon sibiricum (Laxm.) H.Hara, 1966
- Persicaria sibirica (Laxm.) H.Gross, 1913
- Pleuropteropyrum sibiricum (Laxm.) Kitag., 1934
- Polygonum arcticum Pall. ex Spreng., 1825
- Polygonum coarctatum Spreng., 1825
- Polygonum crassifolium Murray, 1784
- Polygonum hastatum Murray, 1774
- Polygonum rumicifolium Pall. ex Spreng., 1825, nom. inval.
- Polygonum sibiricum Laxm., 1773basionym — Горец сибирский

Knorringia sibirica subsp. thomsonii (Meisn.) S.P.Hong, 1990
- Aconogonon sibiricum subsp. thomsonii (Meisn.) Soják, 1974
- Knorringia pamirica (Korsh.) Tzvelev, 1987
- Polygonum pamiricum Korsh., 1896 — Горец памирский
- Polygonum sibiricum subsp. thomsonii (Meisn.) Rech.f. & Schiman-Czeika, 1968
- Polygonum sibiricum var. nanum Meisn., 1866
- Polygonum sibiricum var. thomsonii Meisn., 1866basionym

Knorringia sibirica subsp. ubsunurica Tzvelev, 1993